# Патрульная полиция Грузии
Патрульная полиция Грузии (груз. საპატრულო პოლიციის დეპარტამენტი) — составная часть полиции Грузии, создана 15 августа 2004 года.

## История
Для работы в ведомстве, весной 2004 был проведен отборочный конкурс.
В ходе полицейской реформы, в июле 2004 года дорожная полиция была расформирована, к середине августа 2004 года была укомплектована, обучена и приступила к действию новая служба - департамент патрульной полиции, в котором насчитывалось 1600 сотрудников.
Сотрудники патрульной полиции были обмундированы в новую униформу тёмно-синего цвета (напоминающая униформу полиции США, с надписью "Police" на английском языке), получили новые служебные автомашины «Volkswagen» (с надписью "Police" на английском языке) и вместо советских пистолетов ПМ были перевооружены израильскими пистолетами Jericho-941SFL. Заработная плата сотрудникам патрульной полиции была увеличена.
По состоянию на начало января 2005 года, общая численность сотрудников патрульной полиции составляла 2467 человек (в том числе, несколько женщин) и 130 автомашин (120 "Volkswagen Passat" и 10 "Lada Niva"). К этому времени все сотрудники патрульной полиции прошли 14-дневное обучение, но только 15% из них являлись прошедшими аттестацию сотрудниками полиции
По состоянию на июль 2005 года, минимальная заработная плата сотрудника патрульной полиции составляла 450 лари (примерно 250 долларов США). В это же время начала работу телефонная служба экстренного вызова полиции ("тревожный телефон 022"), на вызовы по которому начали отправлять машины патрульной полиции.
В 2006 году автомобили патрульных полицейских были оснащены компьютерной техникой (расходы в размере 1 млн. долларов были профинансированы США), ещё 1 млн. долларов США выделили на обновление базы данных МВД Грузии.
В июле 2006 года сотрудники полиции Грузии принимали участие в специальной операции в Кодорском ущелье и после её окончания заняли восемь блок-постов, оборудованных у границы с Абхазией.
В 2009 году госдепартамент США начал программу U.S. State Department’s International Narcotics and Law Enforcement Program "The Georgia-to-Georgia Exchange Program", в соответствии с которой началось обучение сотрудников МВД Грузии в полицейской академии "The Georgia Public Safety Training Center" в штате Джорджия
В июне 2009 года США выделили 20 млн долларов на обучение сотрудников грузинской полиции и приобретение автомашин, средств связи для грузинской полиции.
В 2010 году госдепартамент США начал финансирование программы "The Georgia Monitoring Project", которая продолжалась с мая 2010 года до мая 2012 года. Непосредственным исполнителем являлась компания "International Business & Technical Consultants, Inc.". Составной частью программы являлось оказание материально-технической и иной помощи полиции Грузии:
- так, в декабре 2010 года в рамках программы "Police Patrol Vehicles Project" патрульная полиция Грузии бесплатно получила 99 патрульных автомашин повышенной проходимости (74 джипа "Toyota Land Cruiser" и 25 пикапов "Toyota Hi-Lux" 4x4)
- в рамках программы "National Crime Database Project" патрульной полиции передали 170 компьютеров "Police Pad" для установки в автомобилях и 200 компьютеров для полицейских участков
- также, США бесплатно передали патрульной полиции Грузии портативные радиостанции TETRA

Кроме того, 31 марта 2010 года посольство США в Грузии бесплатно передало для патрульной полиции Грузии 240 шт. бронежилетов общей стоимостью 121 000 долларов США, стоимость бронежилетов была оплачена госдепартаментом США
К середине 2010 года, помимо компьютеров, в патрульных машинах были установлены видеокамеры и устройства записи разговоров экипажа, а также места происшествия. Патруль обычно состоит из двух полицейских, которые постоянно меняются - поэтому сложившихся пар не существует.
27 декабря 2011 года правительство Грузии приняло постановление, в соответствии с которым с 1 января 2012 года на всех абонентов фиксированной, беспроводной, а также мобильной связи с 1 января начисляется плата за неотложные вызовы чрезвычайных служб (за услуги, предоставляемые службой МВД "112") даже в том случае, если они не обращаются за помощью к этим службам. Размер ежемесячной платы для физических лиц составляет 0,2 лари ($0,12), для юридических лиц — 0,5 лари ($0,30).

## Функции
В обязанности полиции входит обеспечение правопорядка и безопасности на дорогах. Подразделения полиции созданы во всех регионах Грузии.

## Требования к претендентам на должность патрульного полицейского
- Гражданство Грузии
- Возраст 21-35 лет
- Знание грузинского (государственного) языка
- Высшее или неполное высшее образование
- Знание Конституции Грузии (Основные положения)
- Водительские права

## Численность
По состоянию на июль 2005 года, в Тбилиси насчитывалось 1339 сотрудников патрульной полиции (из них, свыше 60 женщин) в составе 83 патрульных экипажей. В феврале 2013 года в Тбилиси насчитывалось 111 патрульных экипажей.

## Оснащение
- Вооружение — пистолеты, резиновые дубинки, электрошокеры
- Обмундирование — с весны 2006 года появились пешие патрули одетые в светло-песочную форму[14].